# Gouhelans
Ne doit pas être confondu avec Gouhenans.
Gouhelans est une commune française située dans le département du Doubs, la région culturelle et historique de Franche-Comté et la région administrative Bourgogne-Franche-Comté.

## Géographie

### Toponymie
Guelans et Gouhelans en 1187 ; Gouhelans en 1262 ; Gouelans en 1287 ; Gouhelans depuis 1428.
Le village se trouve au pied d'une colline couverte de buis dite La Côte, sur le versant Sud de ce petit massif ; la commune est distante de 3 km de Rougemont, chef-lieu de canton.
Gouhelans est traversé par le ruisseau de Gouhelans, affluent de l'Ognon, qui prend sa source dans la commune. Le village est équipé de plusieurs fontaines dont l'eau, très présente sur le territoire de la commune, est captée à diverses sources sur les hauteurs.

### Climat
Pour des articles plus généraux, voir Climat de la Bourgogne-Franche-Comté et Climat du Doubs.
En 2010, le climat de la commune est de type climat de montagne, selon une étude du Centre national de la recherche scientifique s'appuyant sur une série de données couvrant la période 1971-2000. En 2020, Météo-France publie une typologie des climats de la France métropolitaine dans laquelle la commune est exposée à un climat semi-continental et est dans une zone de transition entre les régions climatiques « Lorraine, plateau de Langres, Morvan » et « Jura ». 
Pour la période 1971-2000, la température annuelle moyenne est de 10,2 °C, avec une amplitude thermique annuelle de 17,4 °C. Le cumul annuel moyen de précipitations est de 1 202 mm, avec 13 jours de précipitations en janvier et 10,4 jours en juillet. Pour la période 1991-2020, la température moyenne annuelle observée sur la station météorologique de Météo-France la plus proche, « Villersexel Sa », sur la commune de Villersexel à 12 km à vol d'oiseau, est de 10,8 °C et le cumul annuel moyen de précipitations est de 1 037,9 mm. 
La température maximale relevée sur cette station est de 38,4 °C, atteinte le 8 août 2003 ; la température minimale est de −19,4 °C, atteinte le 20 décembre 2009,,. 
Les paramètres climatiques de la commune ont été estimés pour le milieu du siècle (2041-2070) selon différents scénarios d'émission de gaz à effet de serre à partir des nouvelles projections climatiques de référence DRIAS-2020. Ils sont consultables sur un site dédié publié par Météo-France en novembre 2022.

## Urbanisme

### Typologie
Au 1er janvier 2024, Gouhelans est catégorisée commune rurale à habitat dispersé, selon la nouvelle grille communale de densité à 7 niveaux définie par l'Insee en 2022.
Elle est située hors unité urbaine. Par ailleurs la commune fait partie de l'aire d'attraction de Besançon, dont elle est une commune de la couronne,. Cette aire, qui regroupe 310 communes, est catégorisée dans les aires de 200 000 à moins de 700 000 habitants,.

### Occupation des sols
L'occupation des sols de la commune, telle qu'elle ressort de la base de données européenne d’occupation biophysique des sols Corine Land Cover (CLC), est marquée par l'importance des territoires agricoles (76,7 % en 2018), une proportion sensiblement équivalente à celle de 1990 (77,3 %). La répartition détaillée en 2018 est la suivante : 
zones agricoles hétérogènes (54,1 %), forêts (23,3 %), prairies (22,6 %). L'évolution de l’occupation des sols de la commune et de ses infrastructures peut être observée sur les différentes représentations cartographiques du territoire : la carte de Cassini (XVIIIe siècle), la carte d'état-major (1820-1866) et les cartes ou photos aériennes de l'IGN pour la période actuelle (1950 à aujourd'hui).

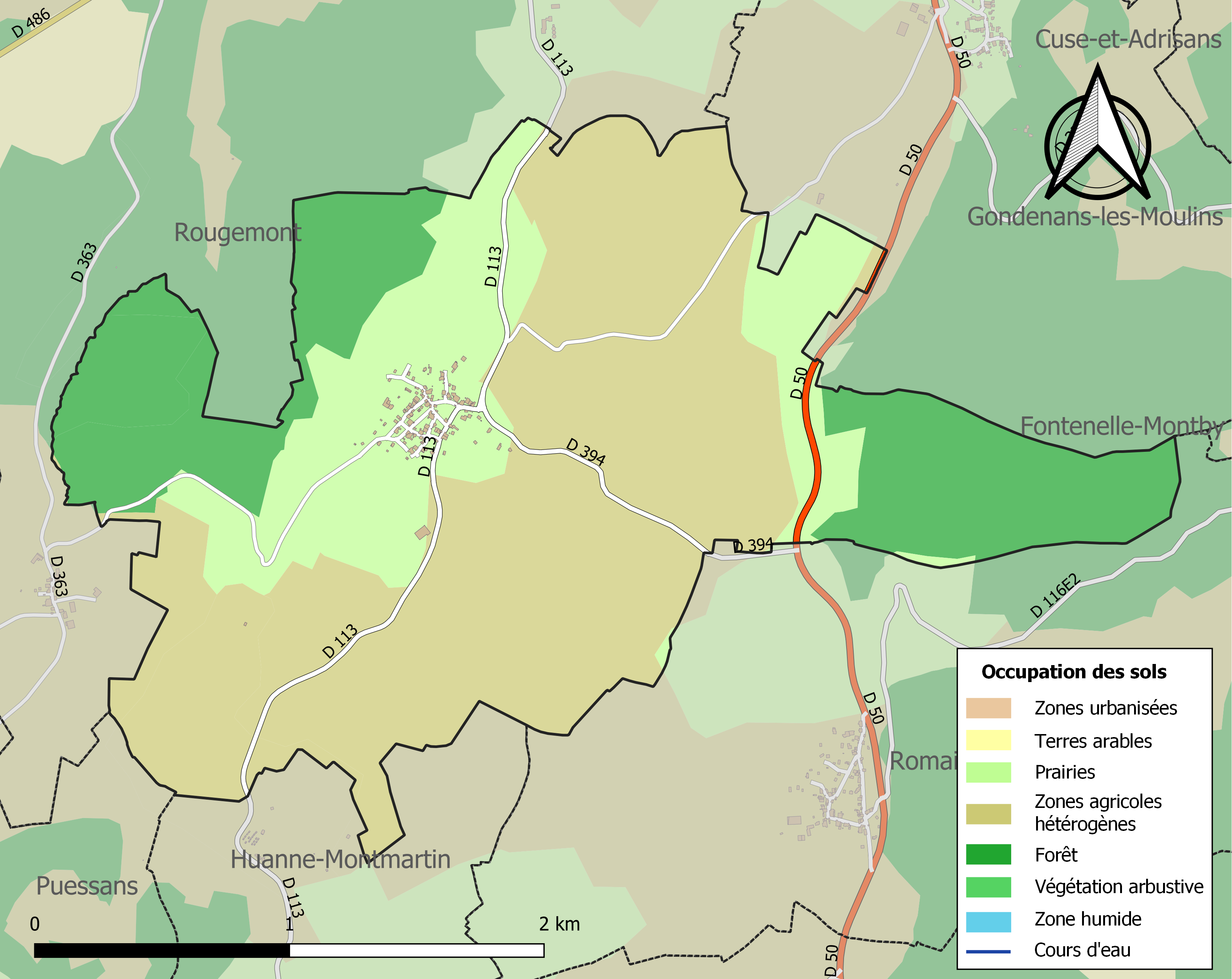
Carte des infrastructures et de l'occupation des sols de la commune en 2018 (CLC).

## Histoire
La culture de la vigne représentait 75 % de l'activité et les nombreuses caves, dont certaines voûtées, en témoignent. Le vin de Champotey, du nom d'un des lieux-dits de la colline dominant le village, était connu bien au-delà des limites de la Franche-Comté.
- Des cas d'anthropophagie ont été découverts dans le village entre février 1638 et l'été 1639 durant la Guerre de Dix Ans[14].

## Politique et administration
| Période                                  | Période  | Identité           | Étiquette | Qualité     |
| ---------------------------------------- | -------- | ------------------ | --------- | ----------- |
| 2008                                     | mai 2020 | Christian Lepape   | DVG       | Employé     |
| mai 2020                                 | En cours | Victorien Piegelin |           | Agriculteur |
| Les données manquantes sont à compléter. |          |                    |           |             |

## Démographie
L'évolution du nombre d'habitants est connue à travers les recensements de la population effectués dans la commune depuis 1793. Pour les communes de moins de 10 000 habitants, une enquête de recensement portant sur toute la population est réalisée tous les cinq ans, les populations de référence des années intermédiaires étant quant à elles estimées par interpolation ou extrapolation. Pour la commune, le premier recensement exhaustif entrant dans le cadre du nouveau dispositif a été réalisé en 2007.

En 2022, la commune comptait 118 habitants, en évolution de +3,51 % par rapport à 2016 (Doubs : +1,88 %, France hors Mayotte : +2,11 %).
| 1793 | 1800 | 1806 | 1821 | 1831 | 1836 | 1841 | 1846 | 1851 |
| ---- | ---- | ---- | ---- | ---- | ---- | ---- | ---- | ---- |
| 406  | 412  | 464  | 476  | 520  | 544  | 513  | 450  | 467  |

| 1856 | 1861 | 1866 | 1872 | 1876 | 1881 | 1886 | 1891 | 1896 |
| ---- | ---- | ---- | ---- | ---- | ---- | ---- | ---- | ---- |
| 410  | 409  | 411  | 385  | 356  | 323  | 324  | 319  | 297  |

| 1901 | 1906 | 1911 | 1921 | 1926 | 1931 | 1936 | 1946 | 1954 |
| ---- | ---- | ---- | ---- | ---- | ---- | ---- | ---- | ---- |
| 284  | 269  | 263  | 208  | 204  | 202  | 167  | 164  | 133  |

| 1962 | 1968 | 1975 | 1982 | 1990 | 1999 | 2006 | 2007 | 2012 |
| ---- | ---- | ---- | ---- | ---- | ---- | ---- | ---- | ---- |
| 127  | 113  | 89   | 88   | 83   | 116  | 115  | 115  | 110  |

| 2017 | 2022 | - | - | - | - | - | - | - |
| ---- | ---- | - | - | - | - | - | - | - |
| 118  | 118  | - | - | - | - | - | - | - |

## Lieux et monuments
- Deux fontaines sont toujours en activité dont l'une est datée de 1734 et deux autres alimentées par des puits.
- Deux chapelles subsistent encore au village. L’une, dédiée à sainte Anne et la seconde de 1899 non consacrée.
- Le bâtiment de la mairie avec l'école au rez-de-chaussée date de 1868. Les deux salles de classe ont été transformées en salle de convivialité pour les habitants du village.

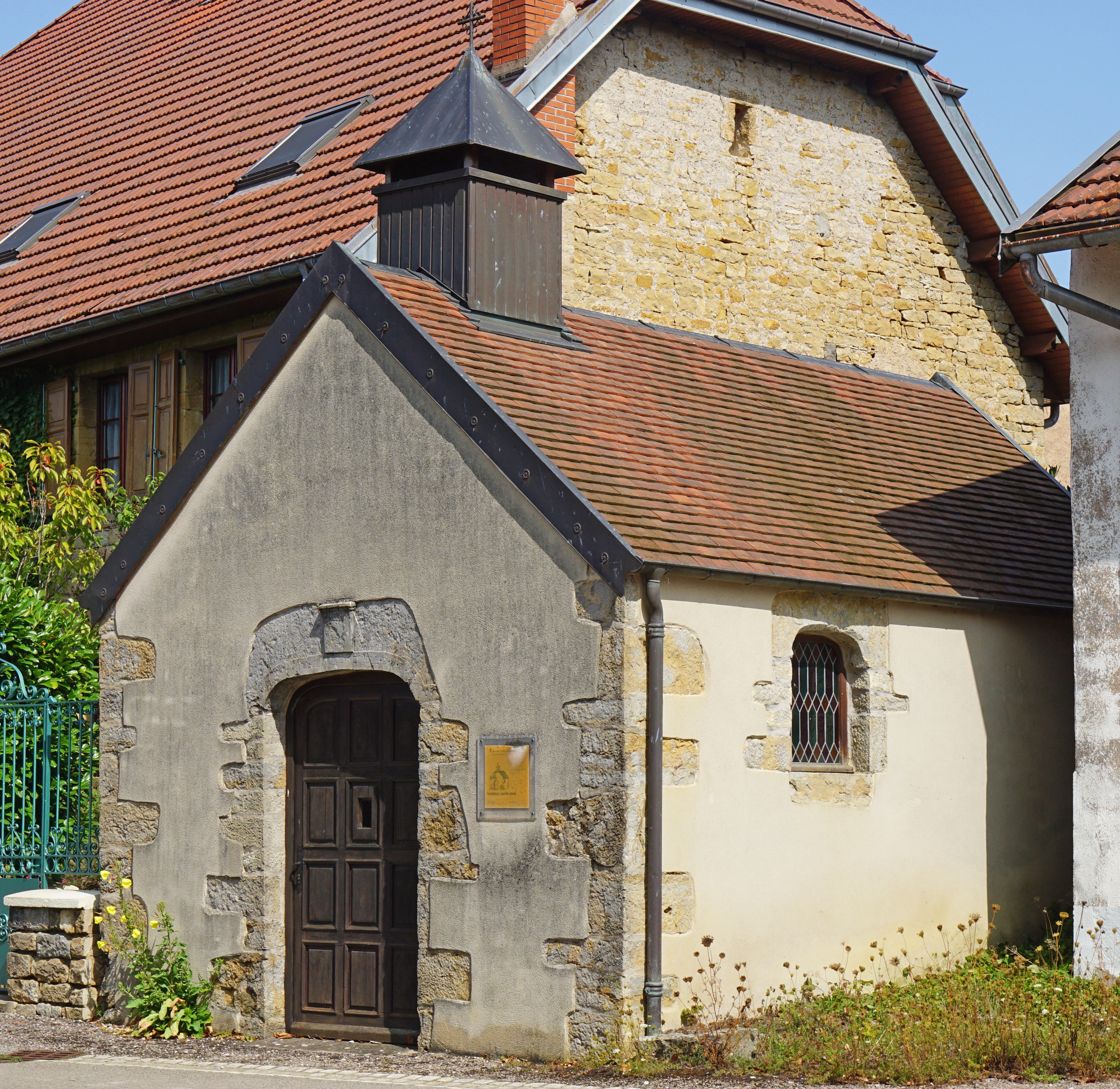
Chapelle Sainte-Anne.
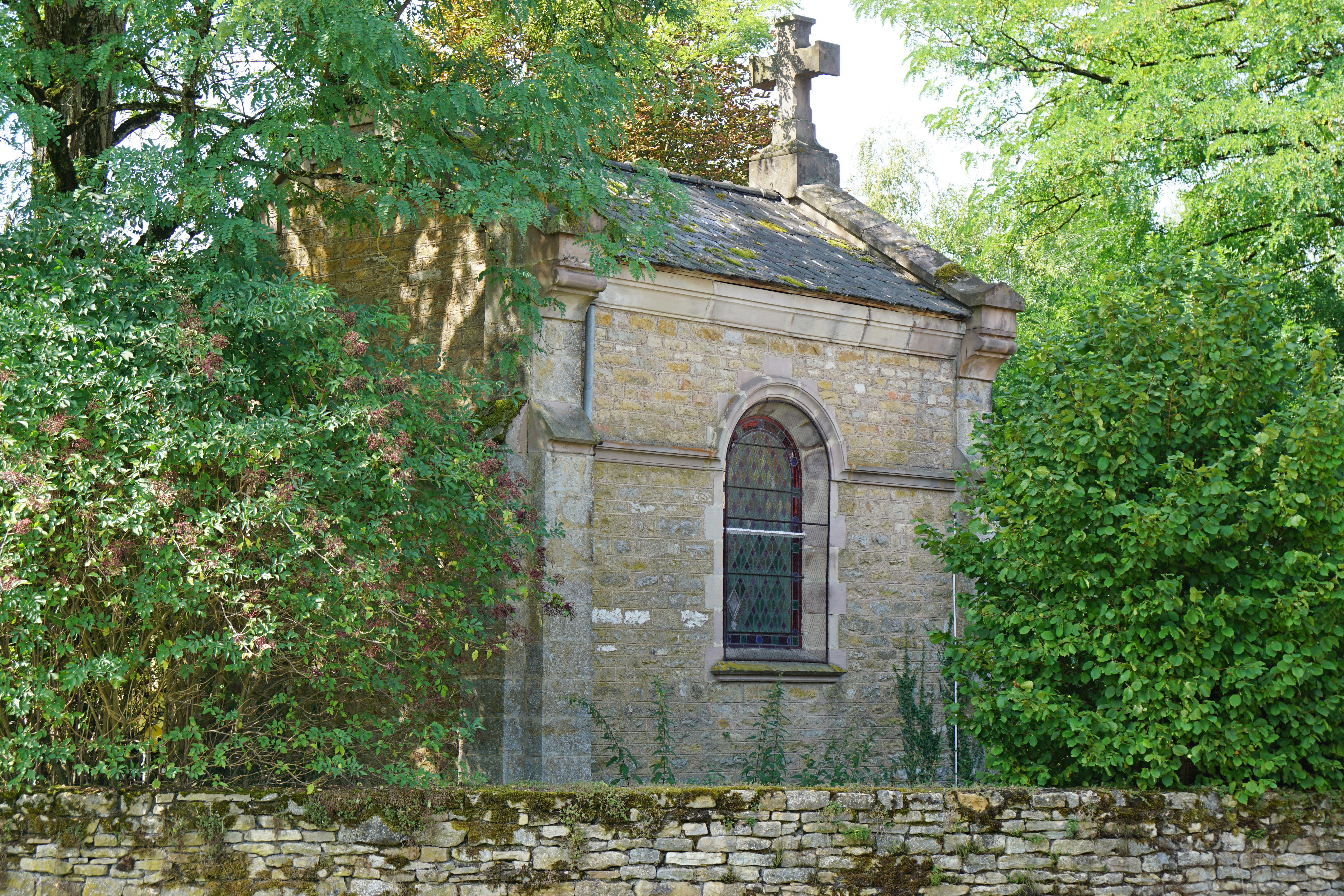
Chapelle de 1899.
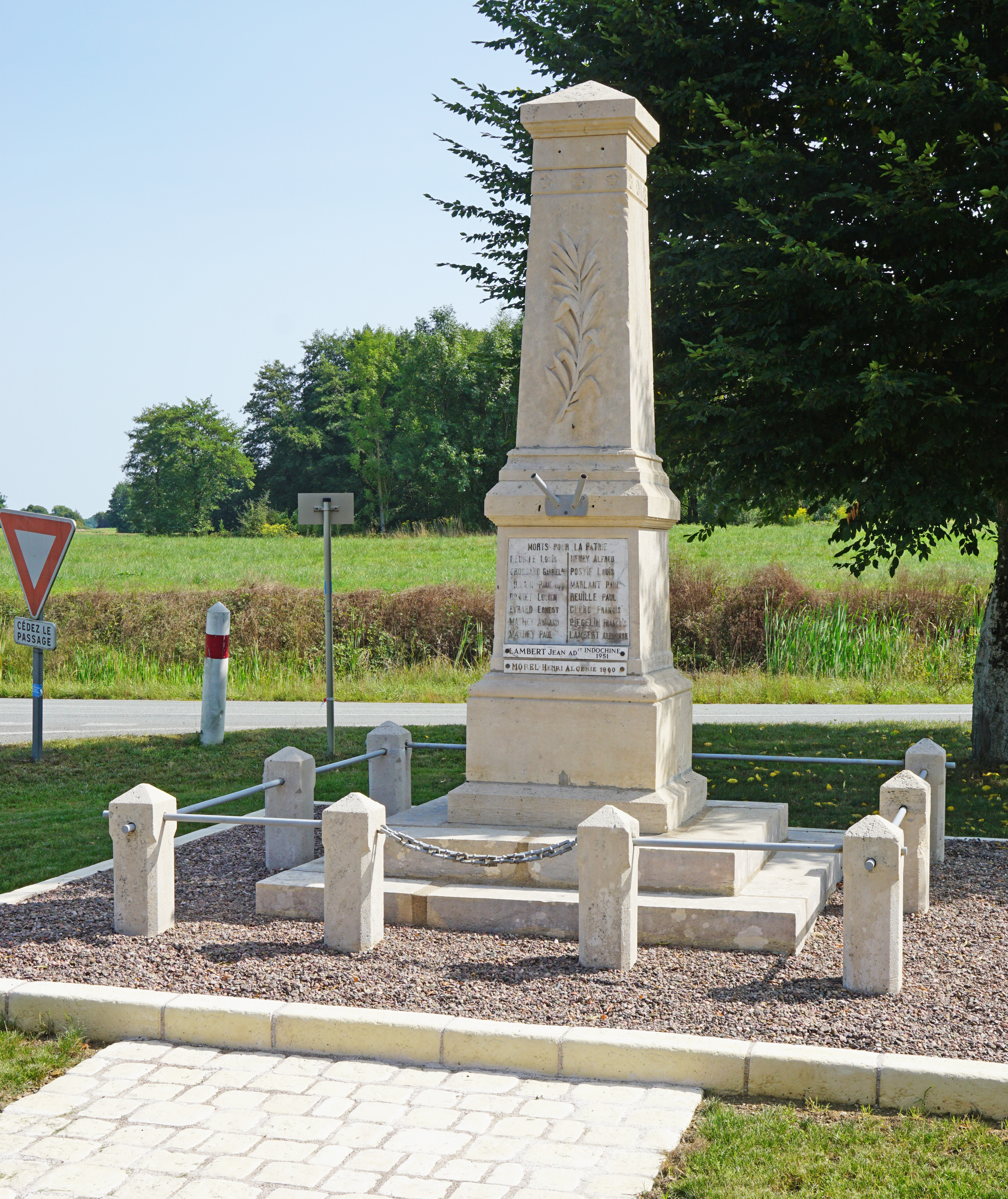
Monument aux morts.

## Personnalité liée à la commune
- Célestin Deray, gardien de la paix né à Gouhelans (1861-1910), mort à Paris assassiné  par l'anarchiste Jean-Jacques Liabeuf. Cité à l'ordre de la Nation, son nom figure sur le monument aux morts élevé dans la cour du 19-Août de la préfecture de Police de Paris.
- Louis Postif, humoriste et traducteur né à Gouhelans en 1887. Il vécut à Londres, suivit les cours du Wilson College, travailla dans une banque de la Cité, puis en Espagne, fut fait prisonnier à Givenchy en octobre 1914[21].